# District de Parthenay
Le district de Parthenay est une ancienne division territoriale française du département des Deux-Sèvres de 1790 à 1795.
Il était composé des cantons de Parthenay, Amaillon, Chapelle Thireuil, la Ferrière, Saint Loup, Saint Pardoux, Secondigni et Thenezais.